# Műalkotás

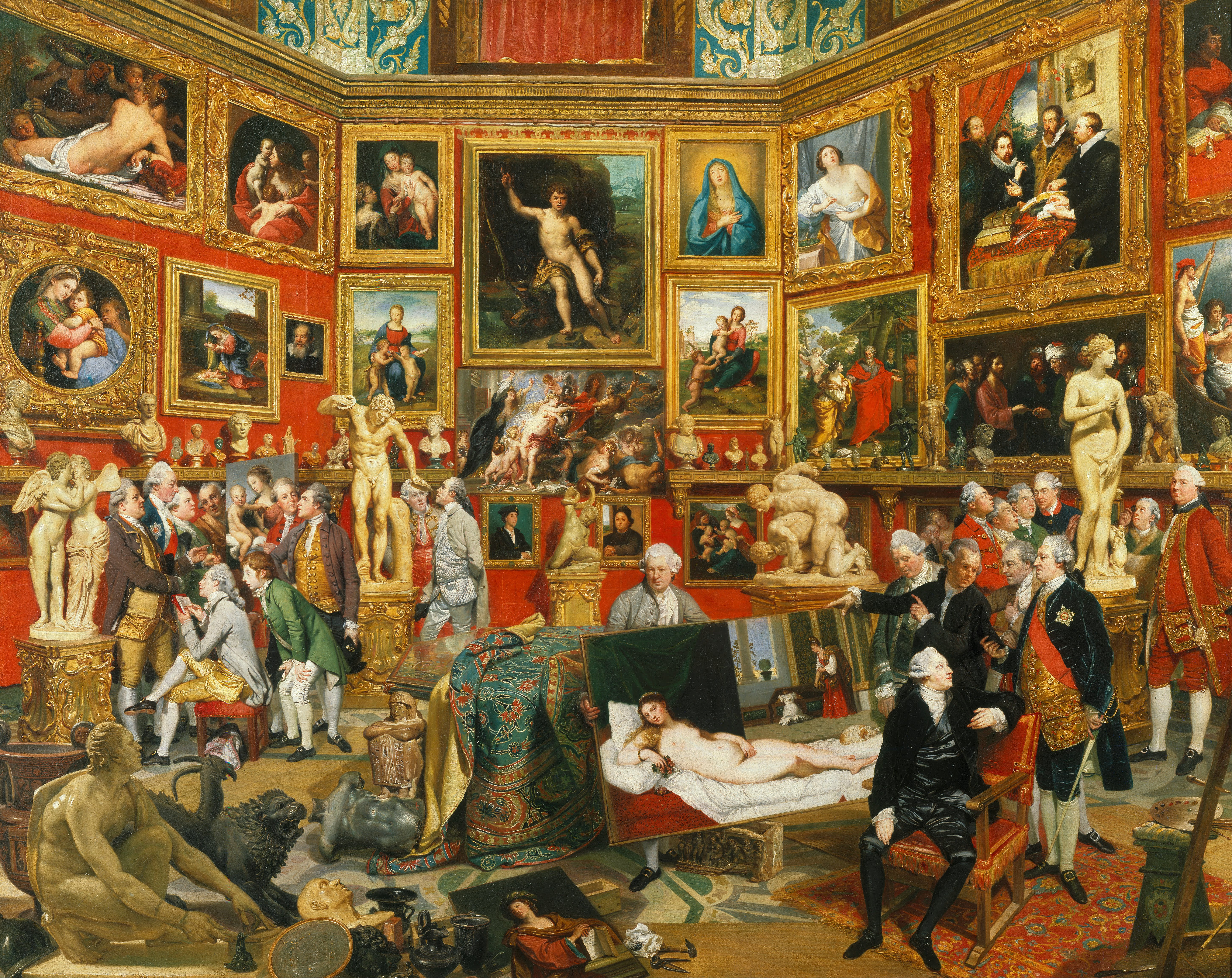
Johan Zoffany: Az Uffizi „Tribuna” bemutatóterme

A műalkotás olyan szellemi alkotás, amely az előállítója által kitalált módon, művészi kifejezőeszközök útján üzenetet közvetít a befogadó számára, amelynek az emberi lényeget kell kifejeznie.
Egy anyagi tárgyat akkor nevezünk műalkotásnak, ha a művészeti világ intézményes kereteiben annak tekintik. Ezen intézmény ad számot arról is, hogy egy közönséges tárgy hogyan emelkedik műalkotássá. (Például Marcel Duchamp szökőkútja egy hétköznapi piszoár volt). A művészeti világ véleménye gyakran csak évtizedekkel a műalkotás létrejötte után alakul ki („a nagy mű kiállja az idő próbáját”), a gondolkodástörténeti változások ismeretében: például Beethoven vagy Hölderlin művei botrányokat keltettek a művészek életében, visszatekintve azonban látszik, hogy messze megelőzték korukat.
A másik elmélet szerint egy tárgy attól minősül műalkotásnak, hogy érzéseket hoz létre megfigyelőjében. Ez az elmélet azonban nem tesz különbséget a műalkotások és például a könnyek között.
Wittgenstein szerint a műalkotás fogalma definiálhatatlan, mivel nem cselekvés, és ami nem cselekvés, arra nem adhatók szabályok.
A műalkotásokat más reprezentációs tárgyaktól a retorika, kifejezés és stílus különbözteti meg, pontosabban a műalkotás ezek metszéspontjában található. A műalkotások nem csupán reprezentálják tárgyukat, hanem ki is fejeznek róla valamit.

## Retorikus kommunikáció
Retorikus kommunikációról beszélünk, amikor például nagy melegben megpillantjuk egy üveg behűtött sör képét; ez a szemlélőből valószínűleg azt az érzést váltja ki, hogy „jó lenne meginni”. Különösen a reklámművészetben alkalmazzák.
A retorika szándéka, hogy valamilyen beállítottságot váltson ki. A retorika eszköze a metafora: például amikor Napóleont római császárként ábrázolták, nem konkrét római császárnak akarták bemutatni, hanem Napóleon hatalmát demonstrálták evvel.

## A műalkotások típusai
- Képzőművészeti alkotás: festmény, rajz, épület, szobor, kerámia, ékszer, érme stb.
- Könyv, irodalmi mű
- Zenemű, zenei album, dal
- Film, színdarab